# Shinobi (jeu vidéo, 1987)
Pour les articles homonymes, voir Shinobi.
Shinobi est un jeu vidéo d'action développé par Sega AM1, sorti en 1987 sur borne d'arcade. Le jeu a été porté sur Master System en 1988 puis sur diverses consoles et micro-ordinateurs.
Il s'agit du premier épisode de la série.

## Système de jeu
Le joueur dirige un ninja pouvant sauter, s'abaisser et lancer des shuriken. Il est possible de sauter sur un plan différent en hauteur en maintenant haut ou bas et en sautant. Le joueur combat des ennemis qui apparaissent régulièrement, et qui l'attaquent à main nue ou avec diverses armes. Le jeu est composé de 5 niveaux avec, à la fin, un boss.

## Intrigue
Un ninja nommé Joe Musashi doit arrêter une organisation criminelle appelée "Zeed" qui kidnappe les élèves de son clan de ninja. À travers cinq missions (composée de trois étapes à la première mission et quatre étapes chacune pour le reste), Musashi doit frayer son chemin jusqu'aux quartiers généraux de Zeed, et doit libérer tous les otages dans les deux ou trois premiers stages avant d'affronter le boss à la phase finale de chaque mission. Au début de chaque mission, l'objectif est présenté au joueur, ainsi qu'un fichier contenant une photographie du boss ennemi et un affichage de carte indiquant l'emplacement de la prochaine étape.
     Mission 1: "Poursuivre les terroristes" - Situé dans les bidonvilles de la ville. Le boss est Ken Oh, un ninja gigantesque qui peut jeter des boules de feu.
     Mission 2: "Entrez dans le repaire ennemi" - Situé dans un port. Le boss est un hélicoptère de combat "Tortue Noire", duquel sortent des ninjas vêtus en jaune.
     Mission 3: "Attaquer la base logistique" - Situé dans une base secrète cachée dans une grotte. Le boss est une série de statues Mandara empilées, contrôlées par un superordinateur, qui prend la forme d'un visage géant crachant des boules de feu.
     Mission 4: "Détruisez le Groupe ennemi de Ninjas " - Situé dans un camp d'entraînement de ninja. Le boss est le "homard", un ninja maniant le sabre, et vêtu d'une armure de samouraï rouge avec un symbole en forme de V sur son casque.
     Mission 5: "Vaincre le Ninja qui dirige en coulisses" - Situé dans le manoir du chef de l'ennemi. Contrairement aux précédentes missions, le joueur n'est pas autorisé à continuer s'il perd toutes ses vies à ce point. Le boss final est le leader appelé "Zeed Masked Ninja", qui attaque avec quatre techniques de ninjutsu différents. Sa véritable identité est révélée être Nakahara, le mentor de Joe Musashi. Le nom de Nakahara est une référence à la station Musashi-Nakahara. Son nom est censé révéler sa véritable identité en tant que "Nakahara Musashi", le père de Joe Musashi.

## Exploitation
- 1987 - Borne d'arcade

La version arcade a été développée sur la carte Sega System 16.
- 1988 - Master System

La version Master System a été proposée sur la borne d'arcade Sega Mega-Tech en 1989.
- 1989 - NES, PC-Engine. Une version NES a été développée et vendue sur des cartouches Tengen, lesquelles ont fait l'objet d'un procès entre Nintendo et Tengen qui s'est soldé seulement en 1994[1]. À noter que la version PC Engine, éditée par Asmik, est de loin la plus fidèle, bien qu'elle ait été amputée du second chapitre et des phases de tir au shuriken, probablement faute de place sur la petite carte.
- 1989 - Amiga, Atari ST, Amstrad CPC, Commodore 64, ZX Spectrum

Les versions Amiga et Atari ST, à la réalisation peu fameuse, ont été développées par Binary Design. Les versions micros ont toutes été éditées par Virgin Mastertronic en Europe.

## À noter
Shinobi est aussi le titre utilisé pour trois autres épisodes de la série :
- Shinobi (The GG Shinobi) est un jeu Game Gear de 1991.
- Shinobi est un jeu sur PlayStation 2 de 2002.
- Shinobi est un jeu sur Nintendo 3DS de 2011.

## Records
Le record mondial est établi à 801 970 points, par le Français Benjamin Bouloch signant sous le pseudo ben.shinobi, qui détrône ainsi le joueur japonais SYG.
Le record s’élèverait même à 802 160 points, mais aucune vidéo ou capture n'a été publiée pour authentifier ce score.